# Nuria Fergó

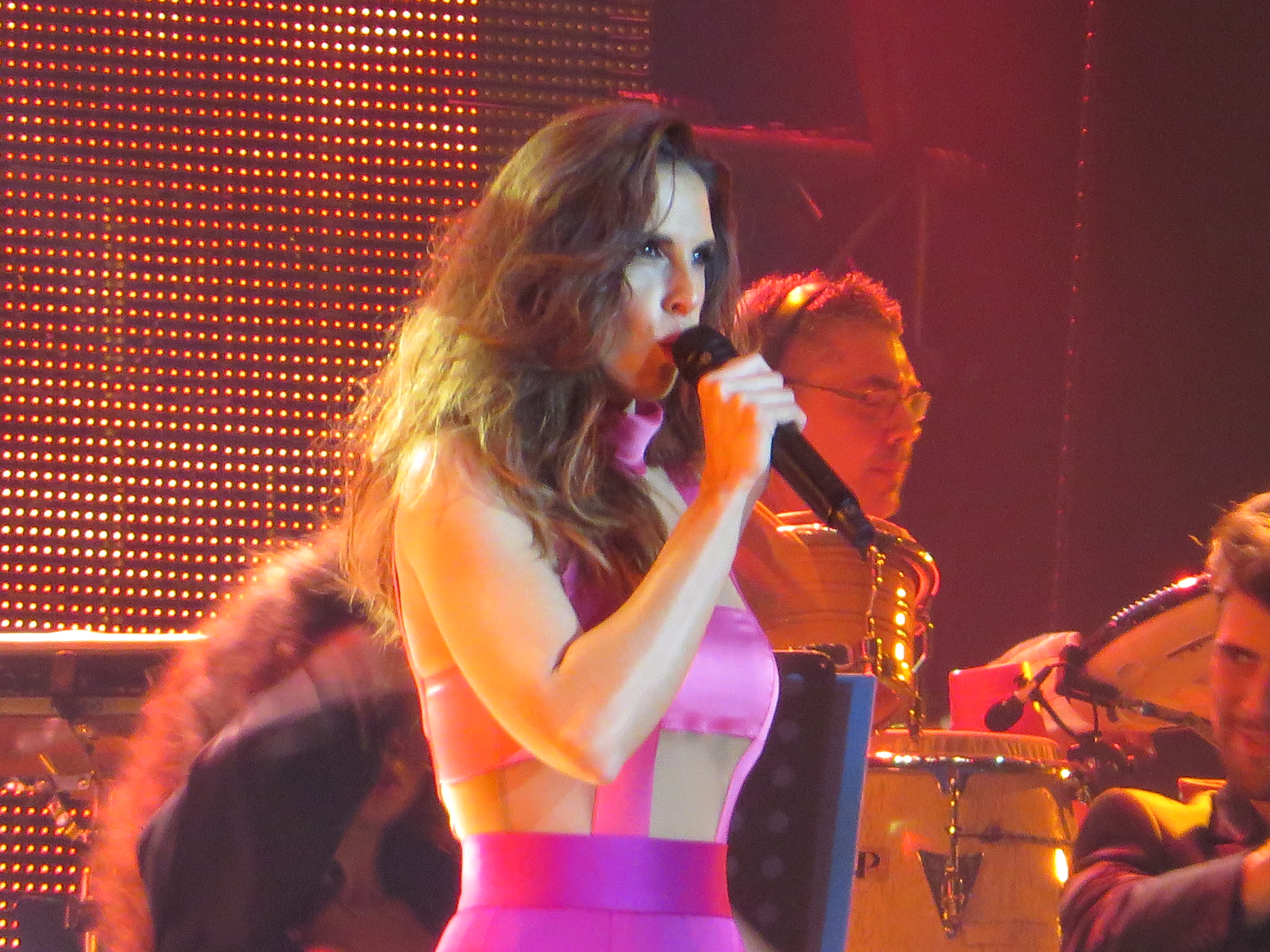
Nuria Fergó, 2016

Nuria Fergó (eigentlich: Nuria Fernández Gómez; * 18. April 1979 in Nerja) ist eine spanische Liedermacherin und Schauspielerin. Bekannt wurde sie durch die Fernsehreihe Operación Triunfo.

## Diskografie

### Studioalben
- 2002: Brisa de esperanza (ES: ×3Dreifachplatin )[1]
- 2003: Locura (ES: Gold)

| Jahr | Titel           | Höchstplatzierung, Gesamtwochen, AuszeichnungChartsChartplatzierungen (Jahr, Titel, Platzierungen, Wochen, Auszeichnungen, Anmerkungen) | Anmerkungen                         |
| Jahr | Titel           | ES | Anmerkungen                         |
| ---- | --------------- | --- | ----------------------------------- |
| 2005 | Paketenteres    | ES18 (17 Wo.)ES | Erstveröffentlichung: 5. April 2005 |
| 2007 | Añoranzas       | ES58 (7 Wo.)ES |                                     |
| 2009 | Tierra de nadie | ES15 (5 Wo.)ES |                                     |
| 2022 | Con permiso     | ES42 (1 Wo.)ES | Erstveröffentlichung: 13. Mai 2022  |

### Singles
| Jahr | Titel              | Höchstplatzierung, Gesamtwochen, AuszeichnungChartsChartplatzierungen (Jahr, Titel, Platzierungen, Wochen, Auszeichnungen, Anmerkungen) | Anmerkungen |
| Jahr | Titel              | ES | Anmerkungen |
| ---- | ------------------ | --- | ----------- |
| 2002 | Brisa de esperanza | ES6 (4 Wo.)ES |             |

grau schraffiert: keine Chartdaten aus diesem Jahr verfügbar

## Filmografie
- 2000: Mediterráneo
- 2000: Plaza alta
- 2002: OT: la película (Dokumentarfilm)
- 2003: La playa roja
- 2004: Amores extremos (TV-Movie)
- 2005: Náufragos (Kurzfilm)
- 2007: Amar en tiempos revueltos